# Spore (видео-игра)
Spore је истраживачка видео-игра, највећим делом из трећег лица. Издала ју је компанија Electronic Arts, 4. септембра 2008. Радња игре смештена је у Млечном путу, на планети коју сами одабирате на почетку играња. Она доноси новост у играчкој индустрији, због веома прихваћеним међу играчима, могућност напретка у игри проласком кроз фазе развоја бића којег сте изабрали при самом почетку игре. То биће се назива креатор. Имате велику могућност дизајнирања сопственог креатора премештањем делова тела на адекватна места, бојењем коже креатора и сличног. Игра је постигла велику популарност када је издата. Међутим многа мишљења су да су главне мане ове игре, због којих је постигла релативно мању продајност, репетитивност и плиткост сваке фазе еволутивног напретка.
У игри постоје пет раздобља: раздобље ћелија, раздобље створења, раздобље племена, раздобље цивилизације и свемирско раздобље.
Свако раздобље нуди другачији поглед на игру и дозвољава играчу да унапреди своје биће.

## Мишљења критике о игри
Spore практично представља пет игара повезаних креатором који омогућава играчима да праве сопствене садржаје и деле их међу собом. Једино што сва та ширина не долази уз заиста дубок гејмплеј.
 - Магазин о видео-играма - Bravo ScreenFun.